# Ursula (Schiff, 1965)
Die Ursula war ein Schiff der Schweizerischen Schifffahrtsgesellschaft Untersee und Rhein (URh) mit Heimathafen Schaffhausen.
1965 kaufte die URh von der Duisburger Hafen AG das Rundfahrtenboot Lotte. Es wurde in Ursula umbenannt und sollte die Konstanz entlasten.
Das Boot hatte sich nie bewährt und wurde 1983 an die Schifffahrtsgesellschaft Hallwilersee verkauft. Es wurde 1989 nach Saarbrücken veräussert und fuhr auf der Saar, der Mosel und dem Rhein. 1994 kam das Schiff nach Frankreich.